# 1806 en philosophie
Chronologie de la philosophie
- 1802
- 1803
- 1804
- 1805
- 1806
- 1807
- 1808
- 1809
- 1810

L’année 1806 a été marquée, en philosophie, par les événements suivants :

## Publications
- De certains mots mis en vogue par les philosophes modernes, article de Louis de Bonald.

### Traductions
- Jakob Böhme : Six points théosophiques (Sex puncta theosophica, 1620). Trad. Louis-Claude de Saint-Martin 1806 : De la base profonde et sublime des six points théosophiques

## Naissances
- 14 février : Jean Reynaud, philosophe français, mort en 1863.
- 3 avril : Ivan Kireïevski, philosophe russe, mort en 1856.
- 12 mai : Johan Vilhelm Snellman, philosophe finlandais, mort en 1881.
- 20 mai : John Stuart Mill, philosophe utilitariste britannique, mort en 1873.
- 25 octobre : Max Stirner, philosophe allemand, mort en 1856.

## Décès
- Francesco Soave (né en 1743 à Lugano et mort en 1806 à Pavie) est un philosophe et un universitaire italo-suisse de la fin du XVIIIe et du début du XIXe siècle.